# Short track vid olympiska vinterspelen 1998
Resultaten från tävlingarna i short track vid olympiska vinterspelen 1998.

## Herrar
| Gren            | Guld                       | Silver           | Brons                   |
| 500 m           | Takafumi Tishitani · Japan | Yulong An · Kina | Hitoshi Uematsu · Japan |
| 1 000 m         | Dong-Sung Kim · Sydkorea   | Jiajun Li · Kina | Eric Bedard · Kanada    |
| Stafett 5 000 m | Kanada                     | Sydkorea         | Kina                    |

## Damer
| Gren            | Guld                      | Silver           | Brons                     |
| 500 m           | Annie Perreault · Kanada  | Yang Yang · Kina | Lee-kyung Chun · Sydkorea |
| 1 000 m         | Lee-kyung Chun · Sydkorea | Yang Yang · Kina | Hye-Kyung Wang · Sydkorea |
| Stafett 3 000 m | Sydkorea                  | Kina             | Kanada                    |